# Hofuf
Hofuf (eller Al-Hufuf) er en by i det østlige Saudi-Arabien med et indbyggertal på 660.788 (2010). Byen ligger i landets Østprovins. Den er kendt som et centrum for saudisk kultur og uddannelse.